# Humfried van Hauteville
Humfried van Hauteville (ook wel Humfred, leefde van ca. 1010-1057), soms ook Abagelard genoemd, was een graaf van Apulië en Calabrië van 1051 tot zijn dood. 

## Leven
Humfried was waarschijnlijk de jongste zoon van Tancred van Hauteville en zijn eerste vrouw Muriella. Sommigen maken Godefried en Serlo zijn jongere broers. Er wordt meestal gezegd dat hij met zijn oudere broers Willem en Drogo meevocht aan de Mezzogiorno; hij kan echter ook later zijn aangekomen, in 1044 tijdens het bewind van zijn broer Willem. Rond 1047 kreeg hij het graafschap Lavello van zijn broer Drogo toegekend, die hij in 1051 opvolgde als graaf. In zijn vroege jaren in Lavello gebruikte hij de jonge Richard Drengot, die hem later hielp tegen de paus. In 1053 ontving hij zijn broer Godefried en hun  halfbroers Mauger en Willem. Hij gaf Mauger Capitanata en Willem het Principaat.
Humfrieds bewind begon midden in de moeilijkheden die zijn broer hem had achtergelaten. Hij strafte krachtig de moordenaars van Drogo, in het bijzonder de belangrijkste. Veel Normandische ridders waren in opstand gekomen en plunderden de pauselijke gebieden. Guiamar IV van Salerno ondersteunde Humfried maar werd al snel vermoord. Paus Leo IX organiseerde een coalitie tegen de Noormannen en marcheerde naar het zuiden. In de Slag bij Civitate streden de Noormannen en de pauselijke troepen tegen elkaar op 18 juni 1053. Humfried leidde de leger van de Hautevilles(bijgestaan door zijn jongere (half)broer Robert Guiscard) en de Drengots(bijgestaan door Richard Drengot) tegen de krachten van het pausdom en het Heilige Roomse Rijk. De Noormannen vernietigden het pauselijke leger en zetten de paus gevangen in Benevento. Ze lieten hem vrij op 12 maart 1054. Leo stierf kort daarna.
De Noormannen profiteerden erg van de vernietiging van het pauselijke leger. Ze namen Oria, Nardò en Lecce tegen het einde van 1055. Robert Guiscard, de held van Civitate, veroverde ondertussen Minervo Murge, Otranto en Gallipoli, voordat Humfried hem terugstuurde naar Calabrië, uit angst voor zijn groeiende macht. Na zijn dood in 1057 werd hij als graaf opgevolgd door Robert. Hij is begraven in de Abdij van Santissima Trinità in Venosa.

## Nageslacht
Humfrieds vrouw was waarschijnlijk Gaitegrima. Met haar had hij twee zonen en een dochter:
- Abelard, geboren na 1044 en gestorven in Griekenland in 1081
- Herman, geboren na 1045 en gestorven in Byzantium in 1097
- Gradilon, werd gevangen genomen door Robert Guiscard.